# Mary Elizabeth Winstead

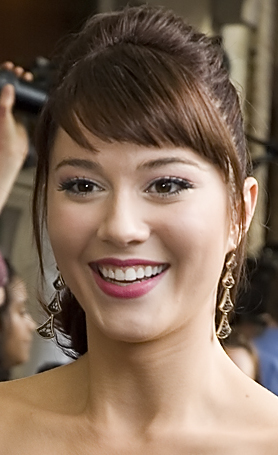
Winstead na premierze Grindhouse (2007)

Mary Elizabeth Winstead (ur. 28 listopada 1984 w Rocky Mount) – amerykańska aktorka.

## Życiorys

### Młodość
Urodziła się w Rocky Mount w Karolinie Północnej jako najmłodsza córka Betty Lou (z domu Knight) i Jamesa Ronalda Winsteada. Ma trzy siostry i brata. Dorastała w suburbii Salt Lake City – Sandy – w stanie Utah. Jest daleką kuzynką Avy Gardner. Jeszcze będąc dzieckiem, uczyła się w nowojorskiej szkole baletowej Joffrey Ballet School, a w wieku lat jedenastu rozpoczęła lekcje aktorstwa, do czego skłonił ją występ w szkolnej inscenizacji szekspirowskiego klasyka Romeo i Julia, w której zagrała Julię.

### Kariera
Zadebiutowała gościnnym występem w serialu telewizyjnym Dotyk anioła (Touched by an Angel), a pod sam koniec lat dziewięćdziesiątych pracowała już regularnie, dlatego też przeniosła się do Los Angeles. Przez większość szkoły średniej miała prywatnego nauczyciela. W 1999 roku zaliczyła debiutancki występ w filmie pełnometrażowym, którym był niezależny projekt The Long Road Home. Wkrótce potem Mary Elizabeth pojawiła się na Broadwayu, gdzie wystąpiła w sztuce Joseph and the Amazing Technicolor Dreamcoat. Swoje umiejętności prezentowała następnie w filmach telewizyjnych, między innymi w filmie produkcji MTV Wyspa zła, w którym wystąpiła u boku Carmen Electry.
Od przełomowego dla aktorki 2005 roku, oglądać ją możemy w produkcjach hollywoodzkich, dziś już o statusie filmów kultowych: Oszukać przeznaczenie 3 (2006), w którym wystąpiła w głównej roli, Krwawych świętach (2006), Szklanej pułapce 4.0 (2007), Grindhouse Vol. 1: Death Proof (2007) czy Just Dance – Tylko taniec! (2008). Za rolę w filmie Bobby z 2006 roku, wspólnie z innymi członkami obsady, odebrała nagrodę Hollywood Film Award, oraz w 2007 roku zdobyła nominację dla członka najlepszej ekipy aktorskiej podczas Screen Actors Guild Awards. Występ w komediodramacie Wyjść na prostą (2012) przyniósł jej bardzo dobre recenzje krytyków oraz nominację do nagrody Independent Spirit.
Była określana jako „królowa krzyku” (ang. Scream Queen), ponieważ podobnie jak inna hollywoodzka aktorka, Jamie Lee Curtis, grała w filmowych horrorach: The Ring 2, Wyspie zła, Oszukać przeznaczenie 3, Krwawych świętach, Grindhouse: Death Proof, Coś. Role w tych filmach napędziły jej karierę.
Magazyn Maxim umieścił ją na dziesiątej pozycji listy "Najgorętszych kobiet filmowego horroru". Jest zdobywczynią dwóch (2000, 2001) nominacji do nagrody Young Artist Award (obie za występ w serialu telewizyjnym Passions).

## Życie prywatne
W 2010 roku Winstead poślubiła filmowca Rileya Stearns. W 2017 roku ogłosili separację i rozwiedli się w tym roku.
Winstead była później w związku z aktorem Ewanem McGregorem. W czerwcu 2021 urodziła syna.

## Filmografia
- Dotyk anioła (Touched by an Angel, 1997) jako Kristy (gościnnie)
- The Promised Land (1998) jako Chloe (gościnnie)
- The Long Road Home (1999) jako Annie Jacobs
- Passions (1999) jako Jessica Bennett
- Jezioro wilków (Wolf Lake, 2001–2002) jako Sophia Donner
- Then Came Jones (2003) jako Rina
- Prawdziwe powołanie (Tru Calling, 2004) jako Bridget Elkins
- Wyspa zła (Monster Island, 2004) jako Maddy
- The Ring 2 (The Ring Two, 2005) jako młoda Evelyn
- Czas na mnie (Checking Out, 2005) jako Lisa Apple
- Sky High (2005) jako Gwen Grayson
- Oszukać przeznaczenie 3 (Final Destination 3, 2006) jako Wendy Christensen
- Bobby (2006) jako Susan Taylor
- Krwawe święta (Black Christmas, 2006) jako Heather Fitzgerald
- Dziewczyna z fabryki (Factory Girl, 2006) jako Ingrid Superstar
- Planned Accidents (2006) jako ona sama
- Grindhouse Vol. 1: Death Proof (Death Proof, 2007) jako Lee Montgomery
- May All Your Christmases Be Black (2007) jako ona sama
- Szklana pułapka 4.0 (Live Free or Die Hard, 2007) jako Lucy McClane
- Just Dance - Tylko taniec! (Make It Happen, 2008) jako Lauryn Kirk
- Stop/Eject (2008) jako Elizabeth
- Scott Pilgrim kontra świat (Scott Pilgrim vs. the World, 2010) jako Ramona V. Flowers
- Showing Up (2010) jako ona sama
- Coś (The Thing, 2011) jako Kate Lloyd
- Wyjść na prostą (Smashed, 2012) jako Kate Hannah
- Abraham Lincoln: łowca wampirów (Abraham Lincoln: Vampire Hunter, 2012) jako Mary Todd Lincoln
- Szklana pułapka 5 (A Good Day to Die Hard, 2013) jako Lucy McClane
- Alex of Venice (2014) jako Alex
- Cloverfield Lane 10 (10 Cloverfield Lane, 2016) jako Michelle
- Mercy Street (2016–2017) jako Mary Phinney
- Fargo (2017) jako Nikki Swango
- All About Nina (2018) jako Nina Geld
- Bliźniak (2019) jako Danny Zakarweski
- To, co stracone (2019) jako Gail
- Ptaki Nocy (i fantastyczna emancypacja pewnej Harley Quinn) (2020) jako Helena Bertinelli / The Huntress
- Kate (2021) jako Kate
- Ahsoka (2023) jako Hera Syndulla